# Penzberg
Penzberg là một town ở huyện Weilheim-Schongau, bang Bayern, Đức.